# Vladimir Grebenikov
Vladimir Aleksejevič Grebenikov (rusko Владимир Алексеевич Гребенников), ruski hokejist, * 22. avgust 1932, Penza, Rusija, † 19. december 1992, Rusija.
Grebenikov je v sovjetski ligi igral za kluba Spartak Moskva in Krila Sovjetov, skupno na 300-ih prvenstvenih tekmah, na katerih je dosegel 252 golov, v sezoni 1955/56 je bil prvi strelec lige. Za sovjetsko reprezentanco je nastopil na enih olimpijskih igrah, na katerih je osvojil bronasto medaljo, in enem svetovnem prvenstvu (brez olimpijskih iger), na katerem je osvojil srebrno medaljo. Za reprezentanco je nastopil na 22-ih tekmah, na katerih je dosegel sedemnajst golov.

## Pregled hokejske kariere
Odebeljeno - reprezentančni nastopi, glej tudi Statistika pri hokeju na ledu.
| Moštvo          | Liga                 | Sezona |    | Redni del | Redni del | Redni del | Redni del | Redni del | Redni del |   | Končnica | Končnica | Končnica | Končnica | Končnica | Končnica |
| --------------- | -------------------- | ------ | -- | --------- | --------- | --------- | --------- | --------- | --------- | - | -------- | -------- | -------- | -------- | -------- | -------- |
| Moštvo          | Liga                 | Sezona | OT | G         | P         | T         | +/-       | KM        | OT        | G | P        | T        | +/-      | KM       |          |          |
| Sovjetska zveza | Svetovno prvenstvo A | 57     |    | 4         | 4         |           | 4         |           |           |   |          |          |          |          |          |          |
| Sovjetska zveza | Olimpijske igre      | 60     |    | 7         | 4         | 4         | 8         |           | 4         |   |          |          |          |          |          |          |
| Skupaj          |                      |        |    | 11        | 8         | 4         | 12        |           | 4         |   |          |          |          |          |          |          |